# نوكارغزي (أنغالي)
نوکارغزي (بالفارسية: نوکارگزی) هي قرية تقع في إيران في قسم أنغالي. يقدر عدد سكانها بـ 38 نسمة بحسب إحصاء 2016.